# 춘양면 소장 고문헌
춘양면 소장 고문헌은 대한민국 전라남도 화순군 춘양면에 있다. 2013년 12월 12일 화순군의 향토문화유산 제63호로 지정되었다.